# Amphineurus bicorniger
Amphineurus (Amphineurus) bicorniger là một loài ruồi trong họ Limoniidae. Chúng phân bố ở miền Australasia.